# Engoulevent d'Anthony
Nyctidromus anthonyi
Espèce
Synonymes
- Caprimulgus anthonyi Chapman, 1923
- Setopagis anthonyi Chapman, 1923
(protonyme)

Répartition géographique
Statut de conservation UICN

 LC  : Préoccupation mineure
L'Engoulevent d'Anthony (Nyctidromus anthonyi, anciennement Caprimulgus anthonyi) est une espèce d'oiseaux de la famille des Caprimulgidae.
Son nom est attribué àau zoologiste et paléontologue américain Harold Elmer Anthony (1890-1970).

## Répartition
Cet oiseau vit dans la région du Tumbes et dans l'ouest de l'Équateur.